# Swift Boat Veterans for Truth
Die Swift Boat Veterans for Truth (deutsch in etwa: Schnellboot-Veteranen für die Wahrheit) waren eine Gruppierung ehemaliger US-amerikanischer Soldaten, die im Einsatz in Vietnam waren und sich im Vorfeld der Präsidentschaftswahl 2004 gegen den Präsidentschaftskandidaten der Demokraten, John Kerry, aussprachen. Die Mitglieder der Veterans for Truth sind laut eigener Aussage solche Vietnam-Veteranen, die mit Kerry zusammen in seiner Swift-Boat-Einheit (mit einem leichten Patrouillenboot) gedient haben und ihn als nicht geeignet einstuften, Präsident der Vereinigten Staaten zu werden. Viele Beobachter nahmen an, dass die vorgeblich unabhängige Gruppe in Wirklichkeit auf eine Initiative des Wahlkampfteams seines Kontrahenten George W. Bush zurückging. Daher ist der Begriff Swiftboating als Synonym für eine Art heimliche politische Schmutzkampagne in die amerikanische Sprache eingegangen.
Die Bildung der Gruppe zielte auf den offensiven Umgang des Kandidaten Kerry mit seiner Armeezeit in Vietnam, mit der er seine Fähigkeit, die amerikanischen Truppen führen zu können, unter Beweis stellen wollte. Eine zentrale Rolle spielte dabei auch die dreimalige Auszeichnung mit dem Purple Heart (Verwundetenabzeichen). In Zusammenhang mit der Kampagne der Veterans for Truth standen beispielsweise die Vorwürfe gegenüber Kerry, es bestünden Zweifel gegenüber den Gründen für seine militärischen Auszeichnungen. Während des Wahlkampfes im Jahr 2004 wurde in ihrem Namen das Buch Unfit for Command veröffentlicht.
Kritiker der Swift Boat Veterans for Truth argumentierten, die Gruppe richte sich nicht gegen Kerrys Eignung als militärischer Führer, sondern gegen die Aktivitäten des späteren Präsidentschaftskandidaten in der Antikriegsbewegung unmittelbar nach seinem Vietnameinsatz, in denen er der US Army Kriegsverbrechen in Vietnam vorwarf. Zudem ist die Auffassung weit verbreitet, dass die sich nach außen als unabhängig darstellende Gruppe über Mittelsmänner der Republikaner und der Wahlkampforganisation von Kerrys Gegner George W. Bush finanziert und initiiert worden war. So unterstützte der konservative texanische Millionär Bob Perry die Kampagne mit 4,5 Millionen US-$. Die Swift Boat Veterans for Truth standen in Zusammenarbeit mit den Prisoners of War for Truth, einer Gruppe ehemaliger US-Kriegsgefangener, die Kerry vorwerfen, er habe durch seine Aussagen, die Army habe Kriegsverbrechen verübt, die Lage der amerikanischen Gefangenen in Vietnam verschlechtert. Am 29. September 2004 gaben die beiden Gruppen ihre Vereinigung unter den Namen Swift Vets and POWs For Truth bekannt.
Der Politiker und spätere Präsidentschaftskandidat, Senator John McCain, ein Bush-Unterstützer und Vietnamveteran, sagte über die Kampagne: “I condemn the [SBVT] ad. It is dishonest and dishonorable. I think it is very, very wrong” (deutsch: „Ich verurteile die [SBVT]-Werbung. Sie ist unehrlich und unehrenhaft. Ich denke, sie ist sehr, sehr falsch.“)
Zum 31. Mai 2008 wurden alle Aktivitäten eingestellt und die Gruppierung löste sich formell auf.